# Féminisme socialiste
Le féminisme socialiste est un mouvement politique et militant inspiré à la fois du féminisme et du marxisme et visant à l'émancipation des femmes à la fois du patriarcat et du capitalisme. Le féminisme socialiste naît en même temps que la Deuxième Internationale socialiste, vers la fin du XIXe siècle, et se structure autour de l'Internationale socialiste des femmes en 1907. Très intimement lié au mouvement socialiste, il est alors en opposition avec le reste du féminisme, qualifié de « bourgeois », au point de refuser parfois l'étiquette même de « féminisme ». 
Après la Première Guerre mondiale et la fracture entre socialistes et communistes, les grandes figures du féminisme socialiste, pour la plupart marquées à gauche, rejoignent les communistes. Le terme « féminisme socialiste » connaît alors, comme le terme socialisme lui-même, un glissement sémantique.

## Histoire
L'histoire du féminisme socialiste est intimement liée à l'histoire du marxisme et du mouvement socialiste. L'ouvrage La Femme et le Socialisme (1878), écrit en prison par August Bebel, président du Parti social-démocrate d'Allemagne (SPD), fait de la condition féminine une partie intégrante de la question sociale,. Le SPD est alors le plus fort et le plus organisé des partis de l'Internationale, et son ouvrage aura un retentissement important, en Allemagne et à l'étranger. 

### Fondation de la Deuxième Internationale
Lors du congrès fondateur de la IIe Internationale, en 1889 à Paris, la journaliste et militante allemande Clara Zetkin, alors en exil en France, fait l'un de ses premiers discours publics,. Elle avait auparavant fait adopter au Congrès de Gotha, en 1896, par le SPD une résolution sur la question des femmes. Alors qu'il était attendu d'elle un rapport sur la situation des travailleuses en Allemagne, elle déclare devant ses camarades qu'elle ne l'effectuerait point, la situation des travailleuses étant « identique à celle des travailleurs », mais qu'elle parlerait plutôt du principe même du travail des femmes, que certains souhaitent abolir ou limiter. Dénonçant le féminisme « bourgeois » qui réclame avant tout le droit de vote et les droits politiques pour les femmes, elle plaide pour une émancipation de la femme en deux temps : émancipation vis-à-vis de l'homme via le droit au travail, puis émancipation vis-à-vis du capitaliste via le socialisme.
« Libérée de sa dépendance économique vis-à-vis de l'homme, la femme [qui travaille] est passée sous la domination économique du capitaliste. D'esclave de son mari, elle est devenue l'esclave de son employeur. Elle n'avait fait que changer de maître. Elle a toutefois gagné au change : sur le plan économique, elle n'est plus un être inférieur subordonné à son mari, elle est son égale. »
Son discours porte et elle fait inscrire dans la nouvelle ligne politique de l'Internationale la revendication de l'égalité économique, juridique et politique des femmes, le droit d'accéder librement au travail, et la recommandation d'inviter les socialistes de tous les pays à inviter les femmes dans la lutte des classes.
Rentrée en Allemagne à la suite de l'assouplissement des lois interdisant le socialisme, Clara Zetkin convertit un grand nombre de femmes à la social-démocratie et organise une structure féminine socialiste au prix d'une certaine rigidité de doctrine puissante mais clandestine, l'appartenance des femmes à un parti politique étant interdite à l'époque en Allemagne. Structure parallèle et autonome au Parti social-démocrate d'Allemagne (SPD), elle a néanmoins un poids considérable et organise dès 1900 sa propre conférence des femmes avant le congrès du parti socialiste, dont les comptes rendus sont publiés ensemble. 
Vers 1906, l'existence de cette structure devient incertaine quand les femmes obtiennent peu à peu le droit d'entrer officiellement en politique : il est alors question de rattacher la section féminine au parti, voire de la supprimer pour intégrer les femmes comme des travailleurs "comme les autres". Bien des femmes souhaitent conserver leur autonomie, les débats font d'autant plus rage que le mouvement de Zetkin est solidement ancré à la gauche du parti, constituant un enjeu important de politique interne. Clara Zetkin publie alors son livre (de) Die Frauenfrage (la question des femmes), bien accueilli par August Bebel. 
C'est dans ce climat qu'en 1907 Clara Zetkin organise le premier congrès de l'ISF à Stuttgart, sa ville de résidence. Si, pour l'historienne Nicole Gabriel « on ne peut douter de la sincère volonté internationaliste de Clara Zetkin », la tenue de ce congrès lui permet également de « renforcer sa place dans le parti, en tant que femme et membre de l'aile gauche ».

### Internationale des femmes socialistes (1907-1917)

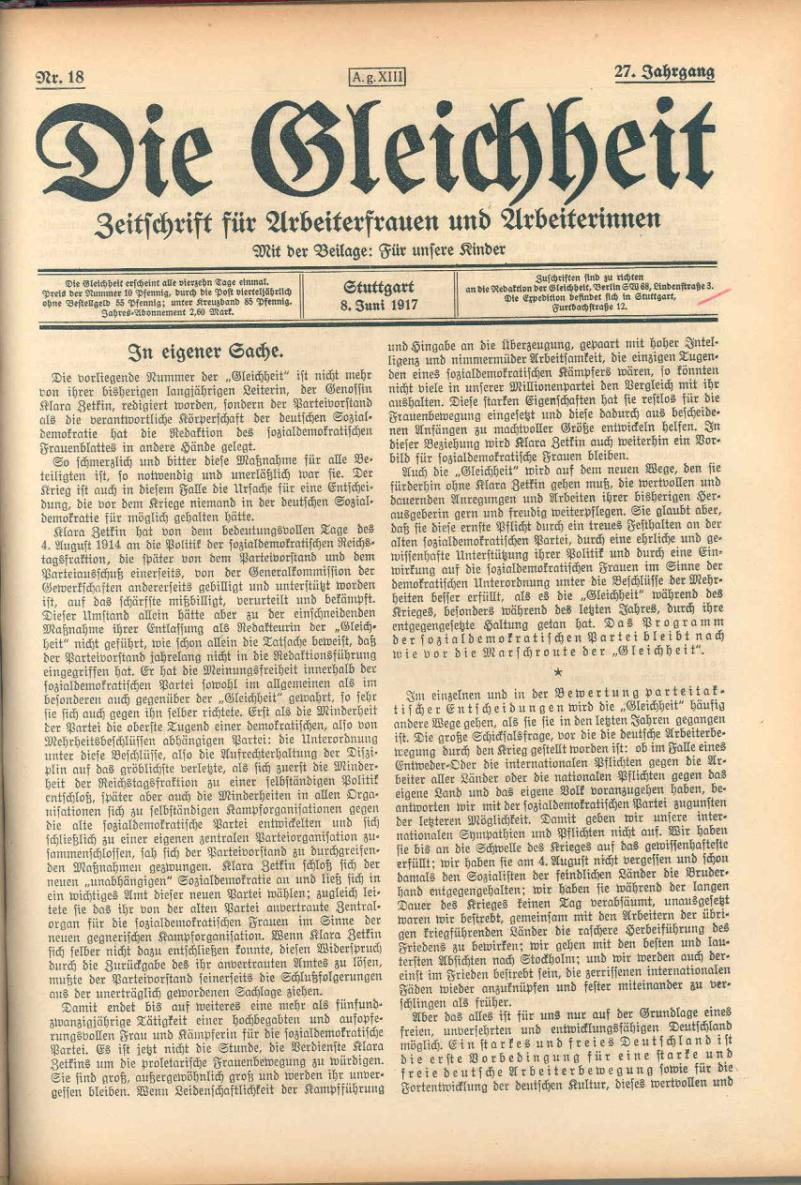
Couverture du journal Die Gleichheit (L'égalité) du 8 juin 1917.

L'Internationale des femmes socialistes est fondée en 1907 à l'initiative de Clara Zetkin, qui en sera la présidente incontestée, réélue par acclamation à la conférence de Copenhague en 1910. Rassemblant les mouvements féminins des différents partis de la Deuxième Internationale, elle se donne comme objectif d'obtenir le droit de vote pour les femmes ouvrières, en opposition avec les autres mouvements féministes qui, comme les suffragettes, se battaient pour que les femmes obtiennent le droit de vote « dans les mêmes conditions que les hommes » (ce qui excluait les ouvriers dans les pays pratiquant le suffrage censitaire). La motion présentée à Stuttgart par Clara Zetkind situait par ailleurs qu'il ne devait pas y avoir d'alliance de classe, c'est-à-dire de collaboration avec des militantes non socialistes. 
L'Internationale des femmes est à l'origine de la Journée du droit des femmes, dont la première eut lieu le 19 mars 1911. Mais, à travers son journal officiel, Die Gleichheit, elle se donnait également l'objectif de réinstaurer un « centre d'autorité morale, capable de susciter l'intérêt des pays membres de l'Internationale », d'après les mots de la révolutionnaire Rosa Luxemburg.
Pendant la Première Guerre mondiale, en pleine débâcle de l'Internationale socialiste (dont les partis membres sont devenus ennemis en acceptant de soutenir les armées de leurs pays respectifs, en contradiction avec les principes internationalistes du mouvement), les femmes socialistes des différents pays en guerre se réunissent illégalement à Berne, en 1915, pour une conférence sur la paix en Europe. Plusieurs participantes, dont Clara Zetkin elle-même, seront emprisonnées à leur retour dans leur pays. Lors de cette conférence, Clara Zetkin défend que l'internationale socialiste doit « précéder dans le combat pour la paix les femmes de toutes les classes et de tous les pays », invoquant donc une unité féminine par-delà la lutte des classes.

### Après la Première Guerre mondiale

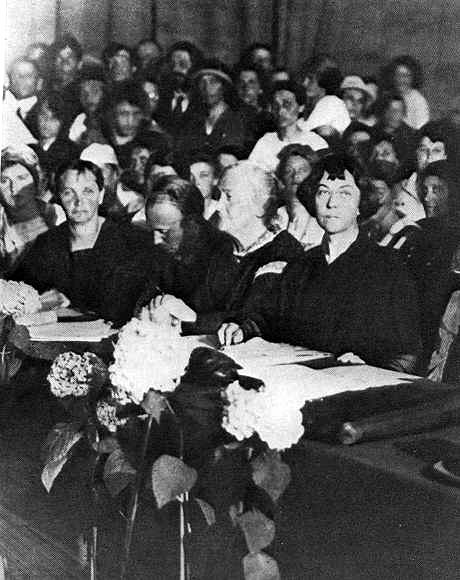
Clara Zetkin et Alexandra Kollontaï à un congrès du Komintern en 1921.

## Débats
L'opposition au féminisme libéral, qualifié de « bourgeois », est un des marqueurs idéologiques du féminisme socialiste. Sa pertinence, du point de vue historiographique, reste discutée. Marilyn J. Boxer (en) considère que Clara Zetkin, Louise Saumoneau, Alexandra Kollontaï et d’autres, parfois pour des raisons d'appareil, ont déformé les perspectives d’August Bebel, plus ouvert à la question des femmes. Ce concept, largement repris pendant un siècle, a été utilisé pour discréditer les mouvements de femmes non socialistes, exagérant le fossé entre les deux composantes du mouvement des femmes, et faisant obstacle à la formation d’un large mouvement unifié des femmes.
De son côté, le courant du féminisme matérialiste émet plusieurs critiques envers le féminisme socialiste,.

#### Théoriciens
- Johanna Brenner
- Barbara Ehrenreich
- Clara Fraser
- Charlotte Perkins Gilman
- Emma Goldman
- Silvia Federici
- Donna Haraway
- Selma James - International Wages for Housework Campaign (« Campagne internationale pour un salaire domestique »).
- Sheila Rowbotham